# Capitão-de-coroa-branca
Capitão-de-coroa-branca  (Capito maculicoronatus) é uma espécie de ave piciforme da família Capitonidae. Pode ser encontrada na Colômbia e Panamá.